# Ilse Schüle
Ilse Schüle (* 17. Juni 1903 in Vaihingen an der Enz; † 4. Dezember 1997 in Schwäbisch Hall; gebürtige Bentel) war eine Schriftschneiderin und Typografin.

## Leben
Geboren als viertes von sechs Kindern des Stadtschultheißen Brentel von Vaihingen, war Ilse Schüle schon in früher Kindheit und Jugend den schönen Künsten zugetan. Aus freien Stücken fertigte sie zahlreiche Aquarelle und ließ später ihre Begabung an der Kunstgewerbeschule in Stuttgart weiter ausbilden – fort von „brotloser Kunst“ zu seriöser „Schriftgestaltung und Gebrauchsgrafik“. Sie studierte bei Friedrich Hermann Ernst Schneidler (1882–1956) und war zwischen 1925 und 1929 seine Mitarbeiterin und Dozentin an der gleichen Lehranstalt. Nach ihrer Heirat 1929 und der Geburt ihrer Zwillinge 1930 setzte sie ihre grafische Tätigkeit als Typografin, Type Designerin und Grafik-Designerin fort, vor allem mit dem Entwurf vieler Bucheinbände für die Deutsche Verlags-Anstalt Stuttgart. Besonders bekannt wurde ihre typografische Gestaltung des Buchcovers für Gottfried Benns „Kunst und Macht“ (veröffentlicht 1934) sowie für Max Frischs „Jürg Reinhart. Eine sommerliche Schicksalsfahrt“. Ihre Arbeiten fanden im In- und Ausland hohe Anerkennung.
Für die Schriftgießerei Ludwig & Mayer, Frankfurt am Main, entstand die Schrift Rhapsodie; Erstguss im Bleisatz 1951. Die Schriftklassifikation DIN 16518 ordnet sie in die Gruppe der Gebrochenen Schriften und in die Untergruppe Xe der Frakturvarianten.
Zur Form der Schrift Rhapsodie: Neben der strengen und feierlichen Texturschriften gab es auch bei den gotischen Schriften Kursive, deren Spätformen mit dem Namen Bastarda belegt werden. Diese Schriften haben die Schwabacher und vor allem die spitze deutsche Kurrentschrift wesentlich beeinflusst, auch als Druckschrift wurde die Bastarda übernommen. Jedoch starb sie schon im 16. Jahrhundert aus. Erst im 20. Jahrhundert entdeckten sie einige Schriftkünstler für bestimmte Zierschriften wieder. Eines dieser gelungenen Beispiele ist Ilse Schülers Rhapsodie, die sie 1949 begann und die 1951 bei der Frankfurter Schriftgießerei Ludwig & Mayer erschien. Die Rhapsodie wurde relativ häufig von Bleisetzereien eingesetzt und ist mit der Salto von Karlgeorg Hoefer vergleichbar. Rund 10 % der Setzereien besaßen diese Schrift. 2006 gestaltete Ralph Unger auf der Basis der Rhapsodie eine eigene Schrift, die er ebenfalls Rhapsodie nannte. Zudem steht die Schrift Xmas Terpiece kostenlos zur Verfügung, die sich auf Rhapsodie bezieht.
Die Familie Schüle musste vor und während des Zweiten Weltkrieges mehrere Male ihren Wohnort wechseln, um politischer Verfolgung zu entgehen und beruflich Fuß fassen zu können. So lernte Ilse Schüle auch Brandenburg (westlich von Berlin) kennen. Lange vor Kriegsende kehrte sie jedoch wieder in ihre schwäbische Heimat zurück. Ab 1974 wohnte Ilse Schüle in Schwäbisch Hall, wo sie 1997 auch ihre letzte Ruhestätte fand.

## Werke
- Rhapsodie, Erstguss 1951 bei Schriftgießerei Ludwig & Mayer, Frankfurt am Main